# Ice Age 6
Ice Age 6 är en kommande amerikansk animerad komediäventyrsfilm med premiär planerad till 2026. Filmen produceras av 20th Century Animation och distribueras av 20th Century Studios. Filmen kommer att bli den sjätte och den första i Ice Age-serien som inte produceras av Blue Sky Studios sedan verksamheten lades ner år 2021.

## Rollista i urval[3]
| Roll    | Originalröster |
| ------- | -------------- |
| Manny   | Ray Romano     |
| Sid     | John Leguizamo |
| Diego   | Denis Leary    |
| Buck    | Simon Pegg     |
| Ellie   | Queen Latifah  |
| Scrat   | Chris Wedge    |
| Scratte | Karen Disher   |